# سرتل (سوسن)
سرتل یک روستا در ایران است که در دهستان سوسن غربی شهرستان ایذه استان خوزستان واقع شده‌است.